# Bulbophyllum erosipetalum
Bulbophyllum erosipetalum é uma espécie de orquídea (família Orchidaceae) pertencente ao gênero Bulbophyllum. Foi descrita por Charles Schweinfurth em 1951.